# Kreis Militsch

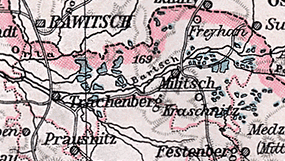
Kreis Militsch (1905)

Der Kreis Militsch, informell häufig auch Kreis Militsch-Trachenberg genannt, war ein preußischer Landkreis in Schlesien, der von 1742 bis 1945 bestand und zuletzt eine Fläche von 931 km² besaß. Seine Kreisstadt war die Stadt Militsch. Das frühere Kreisgebiet liegt heute in der Woiwodschaft Niederschlesien in Polen.

## Verwaltungsgeschichte
Nach der Eroberung des größten Teils von Schlesien führte König Friedrich II. durch Kabinettsorder am 25. November 1741 in Niederschlesien preußische Verwaltungsstrukturen ein. Dazu gehörte die Einrichtung zweier Kriegs- und Domänenkammern in Breslau und Glogau sowie deren Gliederung in Kreise und die Einsetzung von Landräten zum 1. Januar 1742. Aus der Standesherrschaft Militsch, dem Fürstentum Trachenberg sowie den Minderherrschaften Freyhan, Neuschloß und Sulau wurde der Kreis Militsch-Trachenberg gebildet. Als erster Landrat des Kreises wurde Christoph Sigismund von Lüttwitz eingesetzt.
Der Kreis Militsch-Trachenberg unterstand zunächst der Kriegs- und Domänenkammer Breslau. Auf den Namensteil „Trachenberg“ wurde zum Ende des 18. Jahrhunderts im amtlichen Sprachgebrauch verzichtet. Der Kreis Militsch wurde im Zuge der Stein-Hardenbergischen Reformen 1815 dem Regierungsbezirk Breslau der Provinz Schlesien zugeordnet. Bei der Kreisreform vom 1. Januar 1818 im Regierungsbezirk Breslau kam es zu folgenden Änderungen der Kreisgrenze:
- Die Dörfer Alexanderwitz, Exau, Groß Strenz, Klein Strenz und Leubel wurden aus dem Kreis Militsch in den Kreis Wohlau umgegliedert.
- Die Dörfer Alt Hammer, Brustawe, Eisenhammer, Ellguth, Groß Lahse, Groß Perschnitz, Kesselsdorff, Klein Lahse, Klein Perschnitz, Liebenthal Linsen, Neuvorwerk und Peterwitz wurden aus dem Kreis Trebnitz in den Kreis Militsch umgegliedert.[7]

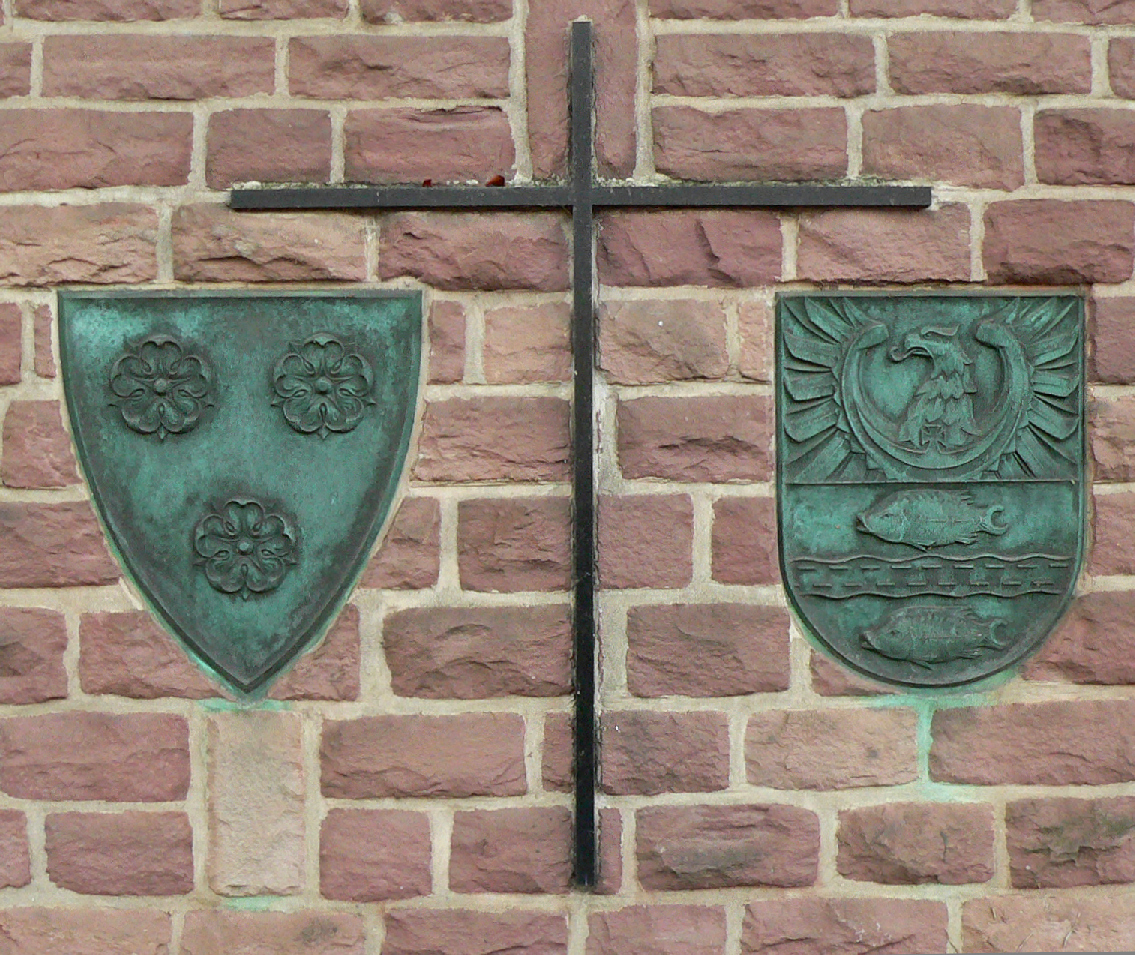
Wappendarstellungen auf einem Vertriebenendenkmal in Niedersachsen in Springe

In der Folgezeit wurde der Kreis auch oft als Militsch-Trachenberg bezeichnet; die Bezeichnungen schwankten.
Zum 8. November 1919 löste der Freistaat Preußen die Provinz Schlesien auf und bildete aus den Regierungsbezirken Breslau und Liegnitz die neue Provinz Niederschlesien. Nach den Gebietsabtretungen infolge des Versailler Vertrags lebten 1925 in der Provinz unter den 106.000 Einwohnern der Kreise Militsch, Groß Wartenberg und Namslau noch rund 2000 Polen. Zum 30. September 1928 fand im Kreis Militsch wie im übrigen Preußen eine Gebietsreform statt, bei der alle Gutsbezirke aufgelöst und benachbarten Landgemeinden zugeteilt wurden. Am 1. April 1938 wurden die preußischen Provinzen Niederschlesien und Oberschlesien zur neuen Provinz Schlesien zusammengeschlossen. Zum 18. Januar 1941 wurde die Provinz Schlesien erneut in die Provinzen Niederschlesien und Oberschlesien aufgeteilt.
Im Januar 1945 eroberte die Rote Armee das kurz zuvor evakuierte Kreisgebiet und unterstellte es im März/April 1945 der Verwaltung der Volksrepublik Polen. Infolge der Flucht und Vertreibung der Deutschen aus Mittel- und Osteuropa kam es in der Folgezeit zu einer Neubesiedlung des Kreisgebiets mit Polen.

## Einwohnerentwicklung
| Jahr | Einwohner | Quelle |
| ---- | --------- | ------ |
| 1795 | 34.457    | [ 9 ]  |
| 1819 | 38.318    | [ 10 ] |
| 1846 | 52.413    | [ 11 ] |
| 1871 | 55.802    | [ 12 ] |
| 1885 | 53.995    | [ 13 ] |
| 1900 | 48.454    | [ 14 ] |
| 1910 | 47.679    | [ 14 ] |
| 1925 | 47.656    | [ 15 ] |
| 1939 | 47.134    | [ 15 ] |

## Landräte
1742–174800Christoph Sigismund von Lüttwitz
1748–178700Ernst Wilhelm von Kessel
1787–180100Gottlob Sylvius Wilhelm von Koschembahr
1801–181800Sylvius Traugott Moritz von Frankenberg und Proschlitz
1818–181900Ferdinand von Busse (vertretungsweise)
1819–183300Ludwig von Richthofen
1833–183400Wilhelm von Ehrenberg (vertretungsweise)
1834–186100Carl von Scheliha
1861–188700Oskar von Heydebrand und der Lasa
1887–189500Ernst von Heydebrand und der Lasa
1895–190700Georg von Stosch
1907–191700Siegfried von Grolmann
1917–191800Bernhard zu Stolberg-Stolberg (vertretungsweise)
1918–191900Paul Windels
1919–193400Gotthard Hermann Sperling
1934–000000Hans Friedrich Le Tanneux von Saint Paul

## Kommunalverfassung
Der Kreis Militsch gliederte sich seit dem 19. Jahrhundert in die vier Städte Militsch, Prausnitz, Sulau und Trachenberg, in Landgemeinden und in Gutsbezirke. Mit Einführung des preußischen Gemeindeverfassungsgesetzes vom 15. Dezember 1933 gab es ab dem 1. Januar 1934 eine einheitliche Kommunalverfassung für alle preußischen Gemeinden. Mit Einführung der Deutschen Gemeindeordnung vom 30. Januar 1935 trat zum 1. April 1935 im Deutschen Reich eine einheitliche Kommunalverfassung in Kraft, wonach die bisherigen Landgemeinden nun als Gemeinden bezeichnet wurden. Eine neue Kreisverfassung wurde nicht mehr geschaffen; es galt weiterhin die Kreisordnung für die Provinzen Ost- und Westpreußen, Brandenburg, Pommern, Schlesien und Sachsen vom 19. März 1881.

## Gemeinden
Dem Kreis Militsch gehörten in den 1920er Jahren vier Städte und 130 Landgemeinden an:
| - Alt Hammer-Goschütz - Alt Hammer-Militsch - Altenau - Bartnig - Beichau - Birnbäumel - Bogislawitz - Borsinowe - Borzenzine - Breschine-Freyhan - Breschine-Sulau - Breslawitz - Brustawe - Buckolowe - Dambitsch - Dammer - Deutsch Damno - Dobrtowitz - Donkawe - Duchowe - Eisenhammer - Frankenthal - Freyhan - Fürstenau - Goidinowe - Goitke-Neudorf - Gollkowe - Gontkowitz - Grabofke - Grabofnitze - Grebline - Groß Bargen - Groß Glieschwitz - Groß Kaschütz | - Groß Lahse - Groß Ossig - Groß Perschnitz - Groß Tschunkawe - Groß Tworsimirke - Gugelwitz - Guhre - Hammer-Sulau - Hammer-Trachenberg - Hedwigsthal - Heidchen - Heinrichsdorf - Herrmenau - Herrnkaschütz - Jantkawe - Jawor - Kanterwitz - Karbitz - Karmine - Kasawe - Kendzie - Kesselsdorf - Klein Bargen - Klein Ellguth - Klein Krutschen - Klein Lahse - Klein Ossig - Klein Perschnitz - Klein Peterwitz - Klein Tschunkawe - Kodlewe - Kollande - Körnitz - Korsenz | - Kraschnitz - Kuschwitz - Labschütz oder Zerra - Ladziza - Lauskowe - Liatkawe - Lilienthal - Lilikowe - Linsen - Lunke - Marentschine - Melochwitz - Militsch, Stadt - Mislawitz - Nesigode - Nesselwitz - Neu Barnitz - Neudorf-Sulau - Neuschloß - Neuvorwerk - Nieder Wiesenthal - Ober Tworsimirke - Ober Wiesenthal - Ollsche - Paradawe - Peadauschke - Peterkaschütz - Pinkotschine - Podasch - Pomorske - Postel - Powitzko - Prausnitz, Stadt - Protsch | - Przittkowitz - Rackelsdorf - Radziunz - Rogosawe - Sandraschütz - Sayne - Schlabitz - Schlabotschine - Schlenz - Schmiegrode - Schwentroschine - Schwiebedawe - Steffitz - Strebitzko - Sulau, Stadt - Trachenberg, Stadt - Tschotschwitz - Ujast - Wallkawe - Wangersinawe - Wanglewe - Wehlige - Wembowitz - Wensewitz - Wiersebenne - Wildbahn - Wilhelminenort - Willkowe - Wirschkowitz - Wolfsbruch - Ziegelscheune - Zwornogoschütz |

Zum Kreis gehörte außerdem der unbewohnte Forstgutsbezirk Donnerswalde.
Eingemeindungen bis 1939
| - Birkweiler, am 1. April 1937 zu Donkawe - Borsinowe, am 1. April 1936 zu Wilhelminenort - Bratschelhof, am 1. April 1929 zu Podasch - Dammer, am 1. April 1937 zu Kraschnitz - Deutschwalde, am 1. April 1938 zu Hellefeld - Erlgrund, am 1. April 1937 zu Konradshöh - Frankenthal, am 1. April 1937 zu Mühlhagen - Freyhan, Schloß, am 30. September 1928 zu Freyhan - Fürstenau, am 1. April 1938 zu Dirschken - Groß Bargen, am 1. April 1937 zu Bargen - Groß Lahse, am 1. April 1936 zu Lahse - Groß Perschnitz, am 1. April 1937 zu Perschnitz - Grünweiler, am 1. April 1938 zu Hellefeld - Gürkwitz, 1922 zu Prausnitz - Gutfelde, am 1. April 1939 zu Urdorf - Gutweide, am 1. April 1939 zu Urdorf - Hammer-Kraschnitz, am 25. November 1926 zu Kraschnitz - Heidchen, am 1. April 1937 zu Eindorf - Jantkawe, am 1. April 1937 zu Eichdorf - Joachimshammer, am 1. April 1929 zu Podasch - Karmine, am 1. April 1937 zu Postel | - Klein Bargen, am 1. April 1937 zu Bargen - Klein Ellguth, am 1. April 1938 zu Klein Peterwitz - Klein Lahse, am 1. April 1936 zu Lahse - Klein Ossig, am 1. April 1938 zu Dirschken - Klein Perschnitz, am 1. April 1937 zu Perschnitz - Körnitz, am 1. April 1937 zu Beichau - Kurzbach, am 1. April 1938 zu Dirschken - Lilienthal, am 1. April 1937 zu Eichdorf - Militsch, Schloß, am 1. Juli 1929 zu Militsch - Neufelde, am 1. April 1938 zu Lachmannshofen - Neuvorwerk, am 1. April 1938 zu Hellefeld - Nieder Wiesenthal, am 1. April 1937 zu Wiesenthal - Ober Wiesenthal, am 1. April 1937 zu Wiesenthal - Peadauschke, am 1. April 1937 zu Freyhan - Rackelsdorf, am 1. April 1938 zu Altenau - Rogosawe, am 1. April 1937 zu Bargen - Schlenz, am 1. April 1938 zu Neudorf-Sulau - Wensewitz, am 1. April 1937 zu Hochrode - Wiesengrund, am 1. April 1937 zu Kanterwitz - Wilhelminenort, am 1. April 1938 zu Heinrichsdorf - Willkowe, am 11. November 1936 zu Wolfsbruch |

## Ortsnamen
In der Zwischenkriegszeit, speziell in den Jahren 1936 und 1937 wurde im Kreis Militsch eine große Zahl von Gemeinden umbenannt:
| - Alt Hammer-Goschütz → Heinrichshütte - Bogislawitz → Altmühlgrund - Borzenzine → Bornfelde - Breschine-Freyhan → Grünweiler - Breschine-Sulau → Birkweiler - Breslawitz → Burgwall - Brustawe → Eichensee - Buckolowe → Kurzbach - Dambitsch → Ritterhof - Deutsch Damno → Deutschteich - Dobrtowitz → Gutfelde - Donkawe → Freihufen - Duchawe → Weinberge - Goidinowe → Amwald - Goitke-Neudorf → Adriansdorf - Gollkowe → Deutschwehr - Gontkowitz → Schönkirch - Grabofke → Buchenhagen - Grabofnitze → Buchendorf - Grebline → Langendamm - Groß Glieschwitz → Freyersdorf - Groß Kaschütz → Scholzhofen - Groß Ossig → Dirschken - Groß Tschunkawe → Preußental | - Groß Tworsimirke → Eichdorf - Guhre → Konradshöh - Herrnkaschütz → Herrnhofen - Jawor → Erlgrund - Karbitz → Eindorf - Kasawe → Thomasort - Kendzie → Grüntal - Klein Krutschen → Gebhard - Klein Ossig → Klein Dirschken - Klein Tschunkawe → Preußenfeld - Kodlewe → Langhausen - Kuschwitz → Hellefeld - Ladziza → Wiesengrund - Lahse → Mittenwald - Lauskowe → Waldhöh - Liatkawe → Laubendorf - Lilikowe → Lilienthal - Marentschine → Mansdorf - Melochwitz → Mühlhagen - Mislawitz → Schwertfelde - Nesigode → Jagdhausen - Ober Tworsimirke → Lindental - Ollsche → Erlendorf - Paradawe → Neufelde | - Peterkaschütz → Lachmannshofen - Pinkotschine → Neuwalde - Pomorske → Waldesruh - Powitzko → Urdorf - Protsch → Kiefernwalde - Przittkowitz → Gutweide - Radziunz → Radungen - Sandraschütz → Deutschwalde - Sayne → Seidorf - Schlabitz → Rudolfsdorf - Schlabotschine → Grunewald - Schwentroschine → Waldheide - Schwiebedawe → Frankenberg - Strebitzko → Hochrode - Tschotschwitz → Brandtal - Ujast → Kreisau - Wallkawe → Walken - Wangersinawe → Wenkendorf - Wanglewe → Meilershof - Wembowitz → Friedrichshöh - Wiersebenne → Weidendorf - Wirschkowitz → Hochweiler - Zwornogoschütz → Hohenwarte |